# Stephen Leather

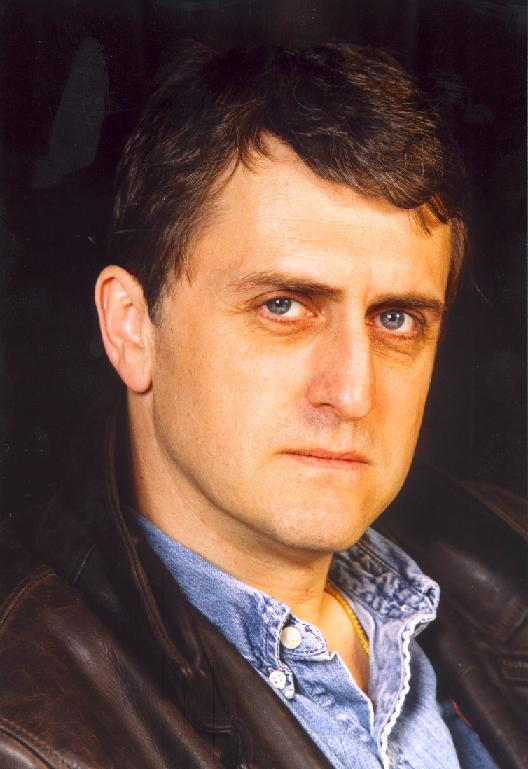
Stephen Leather

Stephen Leather (* 25. September 1956 in Manchester, England) ist ein britischer Journalist und Thriller-Autor, dessen Werke von Hodder & Stoughton publiziert werden. Er ist ebenfalls bekannt als Autor von Fernsehproduktionen wie London’s Burning und The Knock sowie der von der BBC produzierten Serie Murder in Mind. Leather zählt zu den am meisten verkauften Amazon-Kindle-Autoren und stand mit einer halben Million verkaufter E-Books für dieses Medium auf der Bestsellerliste des Jahres 2011 an zweiter Stelle aller britischen Autoren. Das Fachmagazin The Bookseller wählte Leather unter die 100 einflussreichsten Buchautoren in Großbritannien.

## Kindheit und Ausbildung
Leather wuchs in Sale und in Chorlton-cum-Hardy in der Nachbarschaft von Manchester auf und besuchte die Manchester Grammar School. An der Bath University studierte er Biochemie und schloss die Ausbildung 1980 mit dem Titel Master of Science ab. Leather war als Biochemiker für ICI tätig, verdingte sich aber auch als Arbeiter in einem Kalksteinbruch, als Bäcker sowie als Tankwart und war als Angestellter der britischen Finanzbehörde Inland Revenue tätig. Seine Autorenkarriere begann er als Journalist und schrieb für Zeitungen wie The Glasgow Herald, Daily Mirror, The Times, Daily Mail und South China Morning Post in Hongkong.

## Schriftstellerkarriere
Bereits während seiner Zeit am College begann Leather mit dem Verfassen fiktionaler Texte, schaffte aber „niemals mehr als ein paar Seiten“. Erst nach einer zehnjährigen Tätigkeit als Journalist widmete er sich hauptberuflich der Autorentätigkeit. Sein erster Roman Pay Off entstand, während er noch für den Daily Mirror arbeitete. Sein unaufgefordert eingesandtes Manuskript wurde von HarperCollins verlegt. Der Thriller handelt von einem Finanzmanager, der sich nach dem Mord an seinem Vater an den beiden Tätern rächen will. Schauplatz der Handlung ist Schottland, wo Leather fünf Jahre als Wirtschaftsjournalist für den Glasgow Herald tätig war. Seinen zweiten Roman, The Fireman, verfasste Leather parallel zu seiner Aufgabe als Wirtschaftsredakteur der South China Morning Post. In The Fireman reist ein britischer Boulevardjournalist nach Hongkong, um die Hintergründe für den Selbstmord seiner Schwester aufzuklären. Beide Romane sowie sein drittes Werk Hungry Ghost wurden bei HarperCollins verlegt.
Während Leather als Redakteur im Bereich Wirtschaftsnachrichten für die Times arbeitete, entstand mit The Chinaman sein vierter Roman. Zu diesem Zeitpunkt hatte eine Serie von Bombenanschlägen der IRA ihren Höhepunkt erreicht; die Handlung von The Chinaman beschreibt das Leben eines Vietnamesen, der seine Familie bei einem Bombenanschlag auf das Kaufhaus Harrods in London verliert. Nachdem ihn die Behörden im Stich lassen, macht sich der frühere Vietcong-Kämpfer auf den Weg nach Irland und jagt die für den Tod seiner Angehörigen Verantwortlichen selbst. The Chinaman verschaffte Leather den Durchbruch als Autor. 1992 reservierte sich Hodder & Stoughton für einen sechsstelligen Betrag die Veröffentlichungsrechte von The Chinaman und für die Fortsetzung The Vets in Großbritannien, der Verlag Pocket Books erhielt für einen ebenso hohen Betrag die Rechte für die USA. Auf dieser Basis konnte Leather seine Karriere als nunmehr hauptberuflicher Schriftsteller fortsetzen. 2017 wurde der Roman unter dem Titel The Foreigner mit Jackie Chan und Pierce Brosnan in den Hauptrollen verfilmt.

## Werke
In den Romanen von Leather geht es vor allem um Themen wie Kriminalität, Gefängnisse, Militär und Terrorismus. London und Fernost sind die bevorzugten Schauplätze. Zunächst schrieb Leather in sich abgeschlossene Thriller, bis er seine Protagonisten und die damit verbundenen Handlungen zu Serien unterschiedlicher Genres erweiterte. Der Hauptdarsteller einer dieser Serien, Dan „die Spinne“ Shepherd tritt in zehn von Leathers Büchern in Erscheinung. In einer anderen Serie, Jack Nightingale, geht es um einen früheren Polizei-Vermittler, der nun als Privatdetektiv arbeitet.

### Dan „Spider“ Shepherd Reihe
Im Jahr 2004 besuchte Leather die britischen Gefängnisse Durham und Belmarsh, um Recherchen für sein Buch Hard Landing anzustellen. Das Gefängnis von Belmarsh ist ein Hochsicherheitsgefängnis, in dem zahlreiche britische Terroristen und Schwerkriminelle untergebracht sind. Mit Hard Landing wird die Figur Dan Shepherd eingeführt. Shepherd verkörpert einen früheren Angehörigen der militärischen Spezialkräfte. Er verfolgt Undercover in einem Hochsicherheitsgefängnis einen Drogenhändler, dessen Geschäfte in den Hinterzimmern von Bars betrieben werden. Das Buch wurde zuerst 2004 von Hodder & Stoughton veröffentlicht. Hard Landing stand 2011 auf der Bestsellerliste der E-Books in Großbritannien an vierter Stelle. Die Verkaufszahlen wurden dadurch angekurbelt, dass der Verlag den Verkaufspreis für das E-Book bei Amazon auf 49 Pence reduzierte.
Nach der Veröffentlichung von Hard Landing führte Leather während einer ausgedehnten Tour durch britische Gefängnisse zahlreiche Gespräche mit Insassen über Bücherlektüre und kreatives Schreiben. Auf der Beliebtheitsskala der Bücherlektüre von britischen Häftlingen stehen die Bücher von Leather an zweiter Stelle, hinter den Werken von John Grisham. Hard Landing wurde außerdem für den CWA Ian Fleming Steel Dagger Award 2004 nominiert. Im zweiten Buch der Spider Sheperd-Reihe, Soft Target, geht es um islamistische Terroristen und vier Selbstmordattentäter, die das Londoner U-Bahn-System angreifen. Soft Target wurde im Februar 2005 veröffentlicht. Am 7. Juli 2005 ereignete sich ein vergleichbarer Terroranschlag in London, bei dem vier islamistische Terroristen vier Bomben zur Explosion brachten, drei davon kurz hintereinander an Bord von U-Bahn-Zügen auf der Fahrt durch die Stadt, eine vierte in einem Doppeldecker-Bus in Tavistock Square. 52 Menschen fielen den Anschlägen zum Opfer, außerdem kamen auch die Attentäter ums Leben. Mehr als 700 Menschen wurden bei den Anschlägen verletzt.
In Soft Target tötet Dan Shepherd auf den Gleisen einer U-Bahn einen Selbstmordattentäter per Kopfschuss. Am 22. Juli 2005 wurde ein Brasilianer an der Londoner Stockwell U-Bahn-Station von der Polizei erschossen, da er verdächtigt wurde, in ein Selbstmordattentat verstrickt zu sein. Im dritten Buch der Serie, Cold Kill, ist Shepherd Terroristen auf der Spur, die den Eurostar-Zug sprengen wollen, der unter dem Ärmelkanal zwischen London und Paris verkehrt. Cold Kill wurde 2007 als bester Thriller-Roman nominiert. Für die Recherchen des letzten Buches der Spider Shepherd-Serie, Fair Game, verbrachte Leather 16 Tage auf einem der weltweit größten Containerschiffe auf der Fahrt von Malaysia nach Großbritannien. Während seines Aufenthalts an Bord schrieb er 50.000 Wörter des Romans, in dem es um den Plan von Terroristen geht, eine Schmutzige Bombe nach Großbritannien zu bringen.
Im Verlauf der Buchreihe altert Shepherd in Echtzeit. Bei Erscheinen des Buches True Colours im Jahr 2013 ist er 39 Jahre alt. Außerdem wechselt Shepherd während der zehn Bände umfassenden Reihe häufiger den Job. Er beginnt als Mitglied einer Eliteeinheit der Polizei im Undercover-Einsatz, danach arbeitet er für die britische Serious Organised Crime Agency und schließlich für den britischen Geheimdienst MI5.

### Jack Nightingale Reihe
Im Jahr 2010 veröffentlichten Hodder & Stoughton das erste Buch einer neuen Reihe von Stephen Leather, in der es um den mit übernatürlichen Kräften ausgestatteten Ermittler Jack Nightingale geht. Im ersten Band, Nightfall, wird erzählt, wie Nightingale herausfindet, dass er nach seiner Geburt adoptiert wurde und sein leiblicher Vater ein Satanist ist, der Nightingales Seele an einen Dämon aus der Hölle verkauft hat. Bis April 2013 erschienen in der Reihe die vier Bände Nightfall, Midnight, Nightmare und Nightshade.

### Amazon Kindle Veröffentlichungen
Auf dem Amazon Kindle-Markt wurde Leather im Jahr 2010 erfolgreich. Kurz vor Weihnachten hatte Amazon Großbritannien einen E-Book-Store eröffnet. Leather erkannte, dass die Käufer von E-Books immer auf der Suche nach Sonderangeboten waren und bot seine Bücher zum Mindestpreis für freie Autoren an, der gerade noch erforderlich war, damit seine Werke auf der Liste der zehn meistverkauften Bücher platziert werden konnten. Zur weiteren Vermarktung seiner Bücher wandte er sich dann Social-Media-Plattformen wie Facebook und Twitter zu.
Das im Selbstverlag als E-Book publizierte Buch The Basement – es handelt von einem Serienkiller in New York – stand mehrere Wochen an der Spitze der britischen Kindle-Bestsellerliste sowie an der Spitze der entsprechenden Liste in den USA, nachdem AmazonEncore die Veröffentlichung übernommen hatte. Anfang 2011 belegte Leather mit drei Büchern – The Basement, Hard Landing und dem Vampir-Roman Once Bitten – die ersten drei Plätze der britischen Kindle-Bestsellerliste, was außer ihm bis dato nur Stieg Larsson mit seiner Trilogie The Girl With The Dragon Tattoo erreicht hatte.
Leather zählt zu den am meisten verkauften Amazon Kindle-Autoren und stand mit einer halben Million verkaufter E-Books für dieses Medium auf der Bestsellerliste für das Jahr 2011 an zweiter Stelle aller britischen Autoren. Das Fachmagazin The Bookseller wählte Leather unter die 100 einflussreichsten Buchautoren in Großbritannien. Laut The Bookseller war sein Werk The Basement im Jahr 2011 das am drittbesten verkaufte E-Book in Großbritannien, an vierter Stelle folgte Hard Landing.

## Auszeichnungen und Anerkennungen
2002 wurde Leathers Buch Tango One für den CWA Ian Fleming Steel Dagger Award nominiert, verliehen von der Crime Writers Association. Sein Buch Hard Landing wurde für diese Auszeichnung im Jahr 2004 nominiert. Sein Buch Cold Kill wurde 2007 als Bester Roman des Thriller-Genres nominiert. 2011 wurden mehr als 500.000 E-Books von Leather verkauft, und das Fachmagazin The Bookseller wählte ihn unter die 100 einflussreichsten Buchautoren in Großbritannien.

## Privatleben
Leather lebte in England, in Fernost, in Frankreich, in den Vereinigten Staaten und in Irland. In jedem dieser Länder arbeitete er an seinen Romanen. Gegenwärtig lebt er in Thailand. Seine Freizeit verbringt er mit Gerätetauchen und Fliegen (er verfügt über eine US-amerikanische Pilotenlizenz).

## Werke

### Romane
- 1988: Pay Off. St. Martin’s Press, ISBN 0-312-01487-2, Taschenbuch (2002), Hörbuch (2011), E-Book (2009).
- 1990: The Fireman. St. Martin’s Press, ISBN 0-312-03831-3, Taschenbuch (2002), Hörbuch (2011), E-Book (2008).
- 1991: Hungry Ghost. HarperCollins, ISBN 0-00-223637-0, Taschenbuch (2008), Hörbuch (2008), E-Book (2008).
- 1992: The Chinaman (Stephen Leather Thrillers). Pocket Books, ISBN 0-671-74301-5, Taschenbuch (1992), Hörbuch (2007), E-Book (2008).
- 1993: The Vets. Pocket Books, ISBN 0-671-74303-1, Taschenbuch (1994), E-Book (2004).
- 1995: The Long Shot (Stephen Leather Thrillers). Hodder & Stoughton, ISBN 0-340-63237-2, E-Book (2009).
- 1995: The Birthday Girl. Hodder & Stoughton, ISBN 0-340-63236-4, Taschenbuch (2006), Hörbuch (2007), E-Book (2007).
- 1996: The Double Tap. Hodder & Stoughton, ISBN 0-7531-7500-2, Taschenbuch (1997), Hörbuch (2006).
- 1997: The Solitary Man. Ulverscroft, ISBN 0-340-62837-5, Taschenbuch (1997), Hörbuch (2010)
- 1999: The Bombmaker. Hodder & Stoughton, ISBN 0-340-68955-2, Taschenbuch (2005), Hörbuch (2003), E-Book (2009).
- 2000: The Stretch. Hodder & Stoughton, ISBN 0-340-77032-5, Taschenbuch (2006), Hörbuch (2001), E-Book (2009).
- 2002: Tango One (Stephen Leather Thrillers). Hodder & Stoughton, ISBN 0-340-77034-1, Taschenbuch (2006), Hörbuch (2004), E-Book (2009).
- 2003: The Eyewitness. Hodder & Stoughton, ISBN 0-340-82400-X, Taschenbuch (2003), Hörbuch (2004), E-Book (2008).
- 2004: Hard Landing (Dan Shepherd Mysteries). Hodder & Stoughton, ISBN 0-340-73411-6.
- 2004: The Tunnel Rats. Ulverscroft, ISBN 0-7531-7065-5, Taschenbuch (2006), Hörbuch (2009), E-Book (2009).
- 2005: Soft Target (Dan Shepherd Mysteries). Hodder & Stoughton, ISBN 0-340-83407-2, Taschenbuch (2005), Hörbuch (2005), E-Book (2008).
- 2005: Private Dancer. Three Elephants, ISBN 981-05-3916-9.
- 2006: Cold Kill (Dan Shepherd Mysteries). Hodder & Stoughton, ISBN 0-340-83412-9.
- 2007: Hot Blood (Dan Shepherd Mysteries). Hodder & Stoughton, ISBN 0-340-92169-2.
- 2008: Dead Man (Dan Shepherd Mysteries). Hodder & Stoughton, ISBN 0-340-92170-6, Taschenbuch (2008), Hörbuch (2008), E-Book (2008).
- 2009: Live Fire (Dan Shepherd Mysteries). Hodder & Stoughton, ISBN 0-340-92173-0, Taschenbuch (2010), Hörbuch (2009), E-Book (2009).
- 2010: Infiltrado. Spanische Ausgabe von Soft Target. Urano, E-Book, ISBN 84-92516-99-2.
- 2010: Furia en la sangre. Urano, E-Book, ISBN 84-89367-77-9.
- 2010: Dreamer’s Cat: A Sci-Fi Murder Mystery with a Killer Twist. Three Elephants.
- 2010: Nightfall: The First Jack Nightingale Supernatural Thriller. Deutscher Titel: Höllennacht (dt. von Barbara Ostrop; blanvalet 2011, ISBN 978-3-442-37814-2). Taschenbuch (2012), Hörbuch (2012), E-Book (2012).
- 2010: El terrorista. Urano, Taschenbuch, ISBN 84-92801-40-9.
- 2010: Rough Justice (Dan Shepherd Mysteries). Hodder & Stoughton, ISBN 0-340-92493-4, Taschenbuch (2010), Hörbuch (2010), E-Book (2010).
- 2011: Bangkok Bob and The Missing Mormon. Monsoon Books, ISBN 981-08-7776-5, Taschenbuch (2011), E-Book (2010).
- 2011: Once Bitten. Deutscher Titel: Der Wert des Blutes ((dt. von Christiane Bergfeld; AmazonCrossing 2012, ISBN 978-1-61218-333-6). Taschenbuch (2011), Hörbuch (2012), E-Book (2011).
- 2011: The Basement. AmazonEncore, ISBN 1-61218-148-1, Taschenbuch (2011), Hörbuch (2012), E-Book (2011).
- 2011: Crime Scene Singapore: The Best of Singapore Crime Fiction. Monsoon Books, ISBN 981-08-5437-4, Taschenbuch (2011), E-Book (2012).
- 2011: Midnight (Nightingale Series). Deutscher Titel: Brut des Teufels (dt. von Barbara Ostrop; blanvalet 2012, ISBN 978-3-442-37813-5). Taschenbuch (2002), Hörbuch (2012), E-Book (2012).
- 2011: Fair Game (Dan Shepherd Mysteries). Hodder & Stoughton, ISBN 0-340-92496-9, Taschenbuch (2012), Hörbuch (2011), E-Book (2012).
- 2012: Short Fuses. Vier kostenlose Kurzgeschichten. Three Elephants.
- 2012: Nightmare (Nightingale Series). Hodder & Stoughton, ISBN 1-4558-6679-2, Taschenbuch (2012), Hörbuch (2012), E-Book (2012).
- 2013: False Friends (Dan Shepherd Mysteries). Hodder & Stoughton, ISBN 1-4447-3677-9.
- 2013: Nightshade (Nightingale Series). Hodder & Stoughton, ISBN 978-1-4447-4068-4, Taschenbuch (2013), Hörbuch (2013), E-Book (2013).

### Fernsehen
- 1998: The Knock (4. Serie). Episoden 4,5 und 6. Erstausstrahlung 1999.
- 1999: London’s Burning. Episoden 9 und 10. Erstausstrahlung März 2000.
- 2000: The Stretch. Fernsehfilm nach dem Roman von Stephen Leather, Drehbuch und Produktion: Stephen Leather.
- 2000: The Knock (5. Serie). Episode 2, 90-Minuten-Special.
- 2000: The Bombmaker. Fernsehfilm nach dem Roman von Stephen Leather.
- 2001–2003: Murder in Mind. Zwei Episoden der ersten Serie wurden 2001 verfasst, zwei Episoden der zweiten Serie wurden 2002 verfasst, eine Episode für die dritte Serie wurde 2003 verfasst.